# 藤枝晃雄
藤枝 晃雄（ふじえだ てるお、1936年9月20日 -2018年4月26日）は、美術評論家、武蔵野美術大学名誉教授。

## 略歴
福井県出身。東京芸術大学美術学部卒業。
卒業論文の装丁は石岡瑛子が担当した。
京都大学大学院中退。 ペンシルベニア大学大学院に留学、2002年「ジャクソン・ポロック」で大阪大学文学博士。
専攻はポロック、ブラック、草間彌生など。1960年代後半から『美術手帖』などに論評をよせている。クレメント・グリーンバーグが提唱したフォーマリズム批評を日本の美術ジャーナリズムに持ち込んだ。

## 著書
- 『現代美術の展開』 美術出版社、1977年
- 『ジャクソン・ポロック』 美術出版社、1979年／スカイドア、1994年／新版 東信堂、2007年
- 『現代美術の展開 美術の奔流この50年』 美術出版社、1986年
- 『絵画論の現在　マネからモンドリアンまで』 スカイドア、1993年
- 『現代芸術の不満』 東信堂、1996年
- 『現代芸術の彼岸』 武蔵野美術大学出版局、2005年
- 『モダニズム以後の芸術 藤枝晃雄批評選集』東京書籍、2017年

### 共編
- 『空間の論理 日本の現代美術』 原栄三郎、篠原有司男共著、ブロンズ社、1969年
- 『現代の美術 9 構成する抽象』 講談社、1971年
- 『巨匠の名画 8 モディリアーニ』  嘉門安雄共編、学習研究社、1977年
- 『世界の素描 33 マティス 』 講談社、1978年
- 『アメリカの芸術 現代性を表現する』 弘文堂、1992年
- 『芸術理論の現在 モダニズムから』 谷川渥共編著、東信堂、1999年
- 『現代芸術論』 武蔵野美術大学出版局、2002年
- 『絵画の制作学』谷川渥、小澤基弘共編著、日本文教出版、2007年
- 『日本近現代美術史事典』多木浩二と共監修 東京書籍、2007年

尾崎信一郎・塩谷純・高島直之・林洋子・古田亮・松本透・山梨絵美子編

### 翻訳
- 『グリーンバーグ批評選集』勁草書房 2005年、訳者代表